# Schizotetranychus smirnovi
Schizotetranychus smirnovi är en spindeldjursart som beskrevs av Wainstein 1954. Schizotetranychus smirnovi ingår i släktet Schizotetranychus och familjen Tetranychidae. Inga underarter finns listade i Catalogue of Life.